# Wauweringkapel

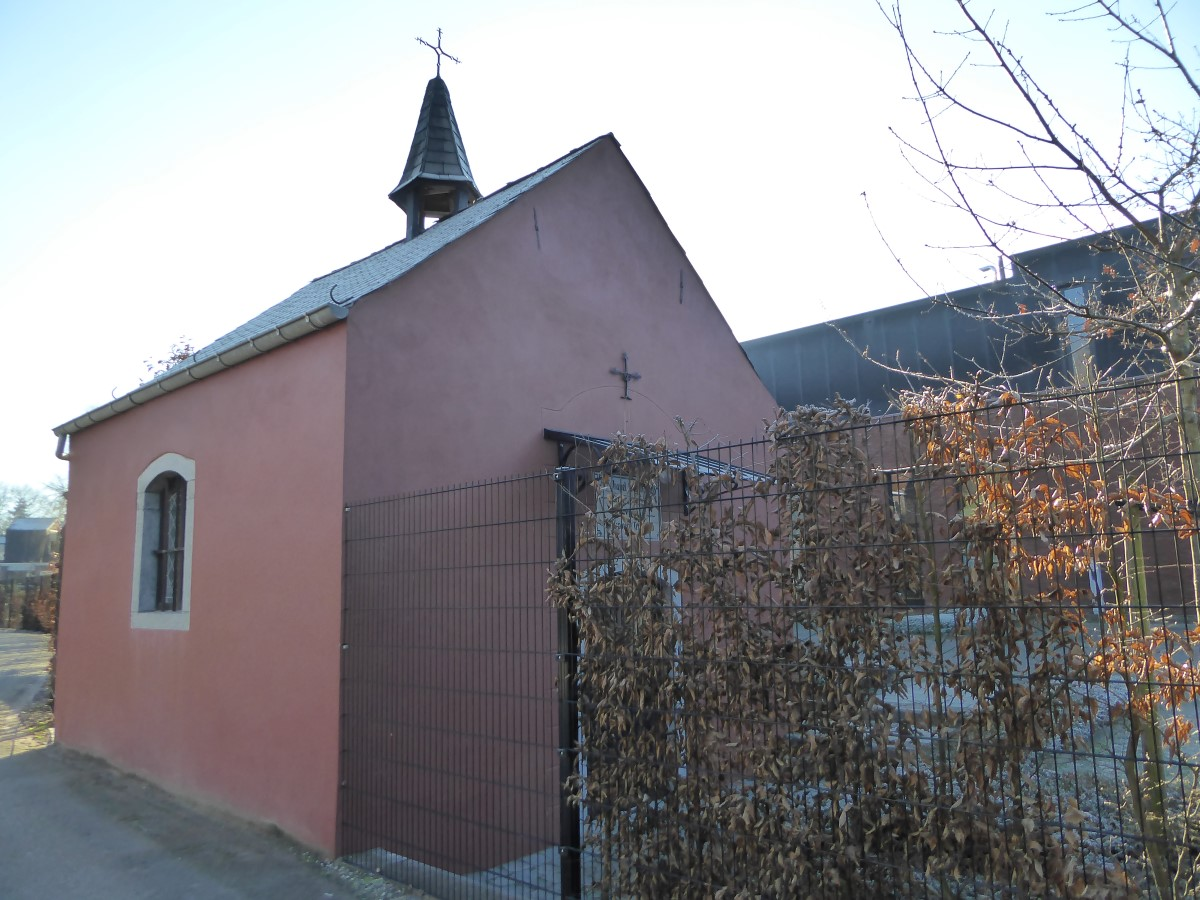
Wauweringkapel

De Wauweringkapel (ook: Onze-Lieve-Vrouwe ter Noodkapel) is een kapel in de tot de Vlaams-Brabantse gemeente Beersel behorende plaats Dworp, gelegen aan de Oude Vijverweg.

## geschiedenis
Een eerste kapel werd in 1819 gesticht door Guillelmus Cassaert uit dankbaarheid voor zijn genezing. In 1822 werd een nieuwe kapel om de oude heen gebouwd door diens zoon Philippus Cassaert uit dank voor het feit dat hij veilig door de tijd van de Napoleontische oorlogen was gekomen. De oude kapel werd vervolgens gesloopt.
Ook in 1822 woedde er een cholera-epidemie en sindsdien werd er -tot eind 19e eeuw- dagelijks de rozenkrans gebeden. Het klokje van de kapel diende overigens ook als schaftklok voor de nabijgelegen kartonfabriek van Coosemans.
De kapel werd gerestaureerd in 1975-1976 en in 2014.

## Gebouw
Het is een kapel op rechthoekige plattegrond onder zadeldak, voorzien van een dakruiter. De zijgevels zijn voorzien van steekboogvensters. In de gevel bevindtzich een steen met opschrift:
Deze kapel is gebouwd ten jare 1822 ter eere van O.L.Vrouw ter nood.